# Paralastor optabilis
Paralastor optabilis är en stekelart som beskrevs av Perkins 1914. Paralastor optabilis ingår i släktet Paralastor och familjen Eumenidae. Inga underarter finns listade i Catalogue of Life.